# City Airline
City Airline – nieistniejące szwedzkie linie lotnicze z siedzibą w Göteborgu. Obsługują połączenia do krajów Europy Zachodniej. Głównym węzłem był port lotniczy Göteborg-Landvetter. 22 maja 2012 razem ze spółką matką Skyways Express wstrzymała działalność i rozpoczęła procedury ogłaszania bankructwa.